# Korein
Korein (voorheen Korein Kinderplein) is een kinderopvangorganisatie actief in Zuidoost-Noord-Brabant en een deel van Noord-Limburg. De organisatie verzorgt dagopvang, peuterwerk en buitenschoolse opvang voor kinderen van 0 tot 13 jaar.

## Organisatie
Korein is onderdeel van Wij zijn JONG (voorheen Korein Groep), een  maatschappelijke onderneming die zich richt op jeugd- en jongerenwerk, en zich specifiek inzet voor opgroeiende kinderen. Ze streven naar verrijking en ondersteuning van de groei van kinderen, die hierdoor de kans zouden krijgen om zich te ontwikkelen tot sociale, vaardige en verantwoordelijke volwassenen die positief bijdragen aan de samenleving van nu en in de toekomst.
Anno 2023 heeft Korein meer dan 100 vestigingen en telt het ruim 1200 medewerkers.

## Geschiedenis

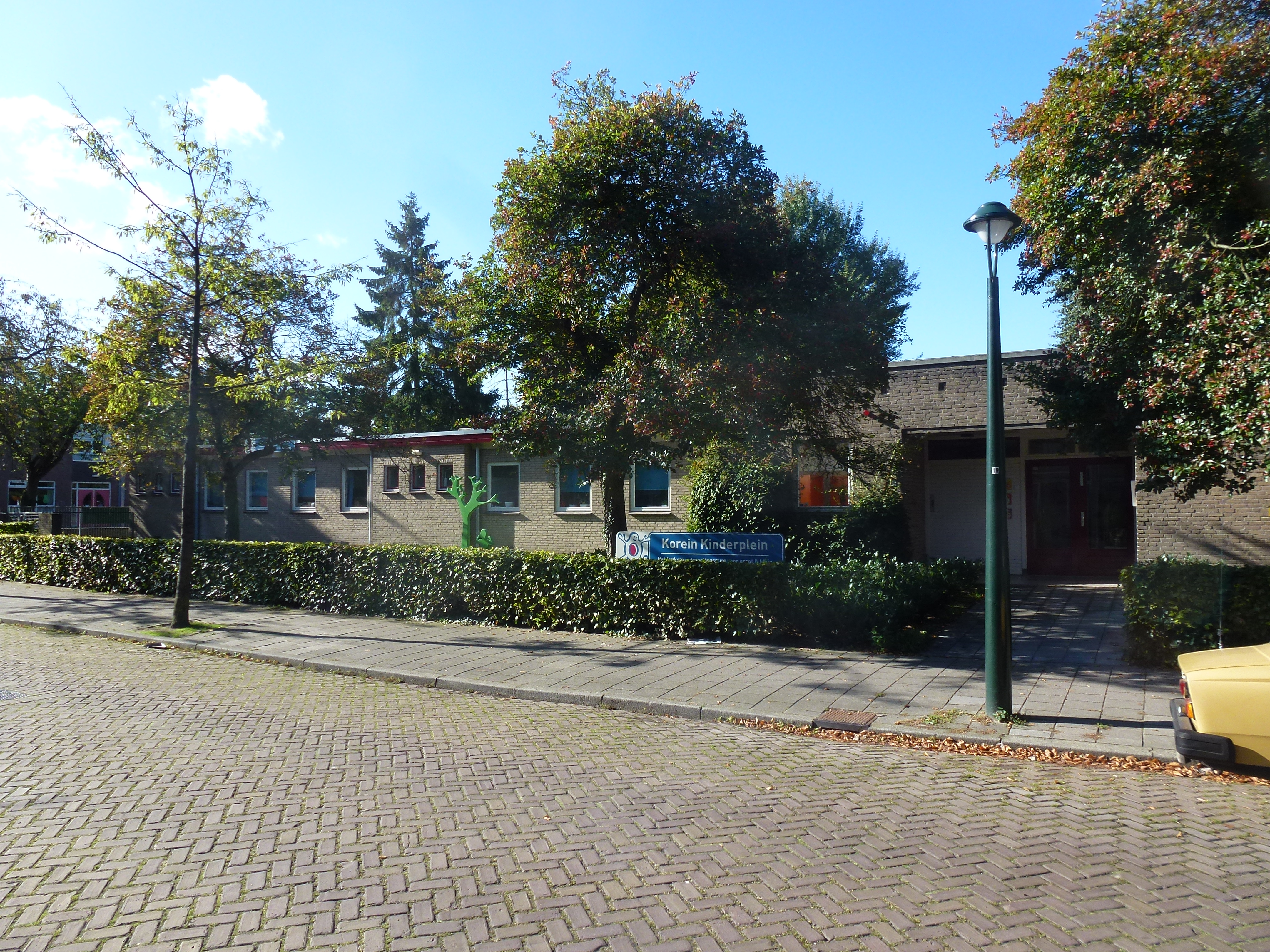
Korein Sint Adrianusstraat Eindhoven

Korein Groep - de naam Korein stond voor Kinderopvang Regio Eindhoven - werd in 1991 gevormd door een samenwerkingsverband tussen verschillende kleine kindercentra, de zogenaamde Korein Kinderpleinen. De eerste Korein Kinderplein opende dat jaar in Eindhoven.
De organisatie groeide en de oude naam zou de lading niet meer dekken. In 2018 werd daarom Korein Groep veranderd in Wij zijn JONG, waar JONG staat voor Jeugd Ontwikkeling Nederland Groep.
In november 2019 kreeg Korein Kinderplein een kortere naam: Kinderplein kwam te vervallen, om duidelijk te maken dat Korein meer doet dan kinderopvang alleen.
In 2022 en 2023 werden er meerdere keren groepen tijdelijk gesloten wegens personeelstekorten.